# Radek Rýdl
Radek Rýdl (geboren am 15. Juli 2001 in Jilemnice) ist ein ehemaliger tschechischer Skispringer.

## Werdegang
Radek Rýdl trat ab 2016 in ersten internationalen Wettbewerben unter dem Dach der Fédération Internationale de Ski, zunächst vorwiegend im FIS Cup, in Erscheinung.
Am 3. Februar 2018 nahm er in Kandersteg gemeinsam mit Dušan Doležel, Radek Selcer und František Holík am Teamwettbewerb von der Normalschanze bei den Nordischen Junioren-Skiweltmeisterschaften 2018 teil und wurde Elfter. Ein Jahr später wurde er bei den Junioren-Skiweltmeisterschaften 2019 in Lahti 44. im Einzelspringen von der Normalschanze und mit Sebastian Kellermann, Benedikt Holub und Radek Selcer wiederum Elfter im Teamwettbewerb, der ebenfalls von der Normalschanze ausgetragen wurde.
Die Nordischen Junioren-Skiweltmeisterschaften 2020 in Oberwiesenthal waren die bereits dritten für Rýdl, der im Einzelwettbewerb auf den 49. Platz sprang. Mit dem Männerteam und Benedikt Holub, Jiří Konvalinka und Jakub Šikola wurde er Zwölfter, im gemischten Team zusammen mit Klára Ulrichová, Štěpánka Ptáčková und Jakub Šikola Zehnter. Bei den Junioren-Skiweltmeisterschaften 2021 abermals in Lahti erreichte er im Einzel den 28. und im Team mit Kryštof Hauser, Petr Vaverka und František Lejsek den zehnten Platz.
Am 14. März 2021 gab er in zwei Wettbewerben im polnischen Zakopane sein Debüt im Skisprung-Continental-Cup. Nachdem Rýdl im Sommer 2021 aufgrund sportlicher Perspektivlosigkeit zunächst sein Karriereende verkündet hatte, startete er im September zu zwei Wettkämpfen im FIS Cup und im Winter 2021/22 mehrfach im Continental Cup. Dabei konnte er Anfang Dezember 2021 bei den beiden Springen im chinesischen Zhangjiakou mit den Plätzen 14 und 17 erstmals in die Punkteränge springen. Am 15. Januar 2022 gab er bei einem Teamwettbewerb der Weltcup-Saison 2021/22 in Zakopane an der Seite von Filip Sakala, Viktor Polášek und Roman Koudelka sein Debüt im Skisprung-Weltcup. Das Team belegte den achten Platz. Bei den Olympischen Winterspielen 2022 in Peking wurde er von der Großschanze 47.
Nach dem Ende der Saison 2023/24 gab Rýdl, zusammen mit zwei Teamkollegen, Kryštof Hauser und František Holík, seinen Rücktritt bekannt.